# Plagigeyeria zetaprotogona
Plagigeyeria zetaprotogona is een slakkensoort uit de familie van de Hydrobiidae. De wetenschappelijke naam van de soort is voor het eerst geldig gepubliceerd in 1960 door Schutt.